# 浦ノ内村
浦ノ内村（うらのうちむら）は、高知県高岡郡にあった村。現在の須崎市浦ノ内各町にあたる。

## 地理
- 海洋：土佐湾、浦ノ内湾
- 山岳：茶臼山
- 岬：甲崎、地ノ鼻、観音崎、帷子崎、ツヅラ崎、岩ヶ崎、虎木岬

## 歴史
- 1889年（明治22年）4月1日 - 町村制の施行により、浦ノ内村・奥浦東分村・奥浦西分村の区域をもって発足。
- 1954年（昭和29年）10月1日 - 須崎町・多ノ郷村・吾桑村・上分村と合併して須崎市が発足。同日浦ノ内村廃止。